# Gartenfeldplatz

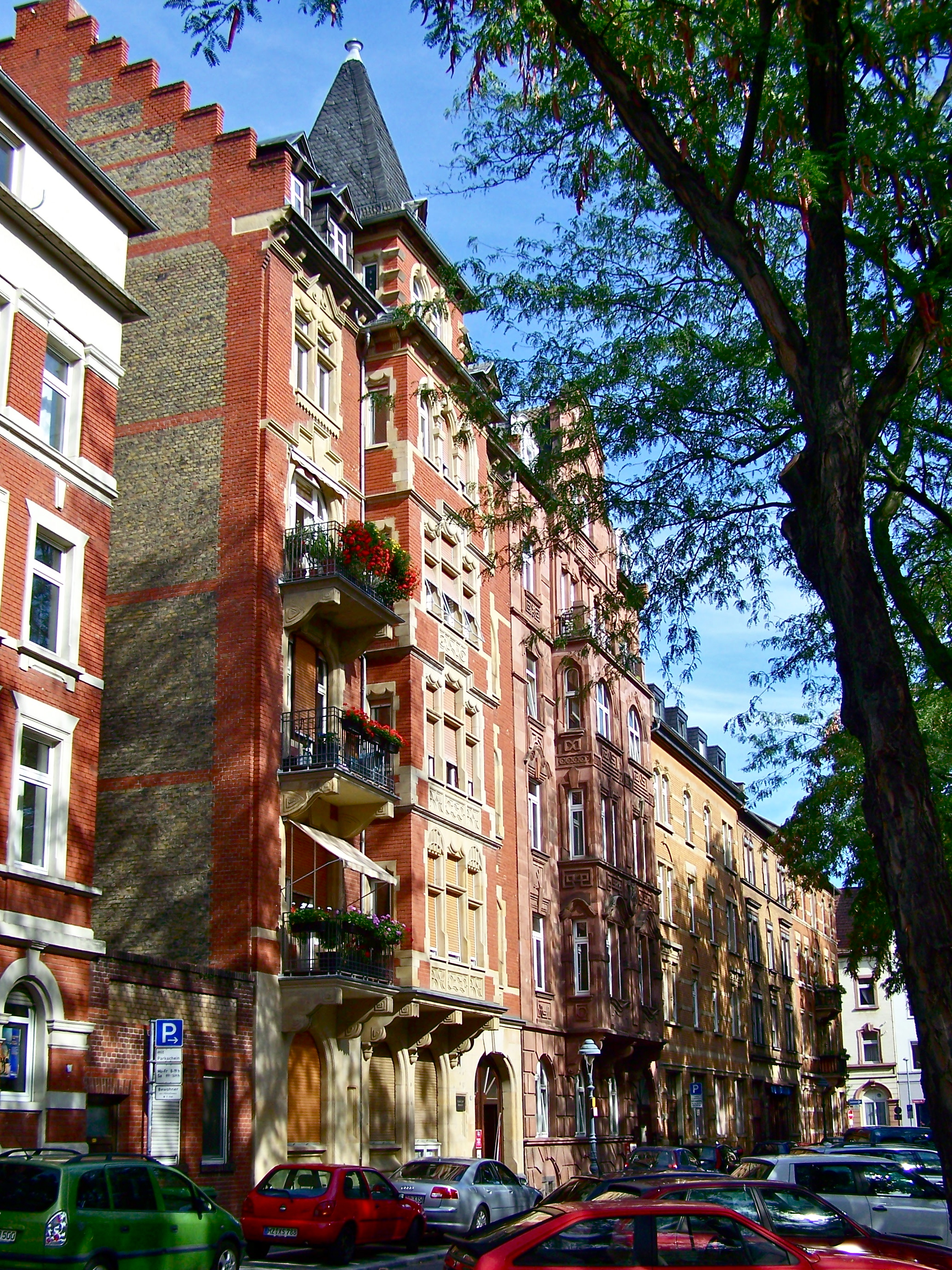
Östliche Bebauung des Gartenfeldplatzes in Mainz

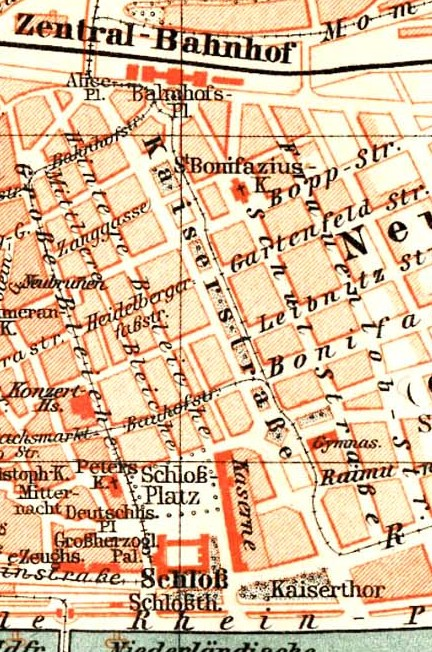
Der Gartenfeldplatz befindet sich in der Breite des Wortteils feld auf dem Kartenausschnitt

Der Gartenfeldplatz ist ein Platz im Mainzer Stadtteil Neustadt, der im Rahmen der Stadterweiterung nach dem Deutsch-Französischen Krieg 1870/71 entstand.

## Lage
Der Platz befindet sich im südöstlichen Teil der Neustadt in fußläufiger Nähe zum Hauptbahnhof. Er wird von der Frauenlobstraße und der Kurfürstenstraße an den beiden Schmalseiten begrenzt. Das Ende der Gartenfeldstraße und der Beginn der Nackstraße bilden die Längsseiten des typischen Stadtplatzes des ausgehenden 19. Jahrhunderts. Somit unterbricht der Platz auch die langen Straßenfluchten, ohne die Symmetrie des städtebaulichen Ansatzes wesentlich zu stören.

## Geschichte

### Namensherkunft
Der Platz erhielt seinen Namen nach dem „Gartenfeld“, dem nördlichen Festungsvorgelände der Stadt, das jahrhundertelang nicht zuletzt aus verteidigungstechnischen Gründen weitgehend unbebaut bleiben musste. Auf dem gegenüber heute mehrere Meter tiefer gelegenen Areal überwogen private Nutzgärten die die Nahversorgung der Garnisonsstadt sicherte. Das Gartenfeld wurde aber auch gern zum Promenieren aufgesucht, zumal es von einigen schattenspendenden Alleen durchzogen war. Ausnahmsweise tolerierte Baulichkeiten durften bis ins 19. Jahrhundert hinein nur auf Widerruf und nur in Fachwerk oder ausschließlich in Holz errichtet werden. Der Grund war, dass im Verteidigungsfall die Bauwerke schnell abgerissen werden mussten, um freies Schussfeld zu schaffen. Als allerdings gegen Mitte des 19. Jahrhunderts die Entwicklung von Geschützen mit größerer Reichweite das bisherige System von Wällen und Gräben obsolet gemacht hatte, drängten die Mainzer bei den Militärbehörden darauf, das Gartenfeld uneingeschränkt baulich nutzen zu dürfen.

### Bebauungsplan 1872
1872 hatte Stadtbaumeister Eduard Kreyßig seinen endgültigen Bebauungsplan für die Mainzer Neustadt ausgearbeitet. Er sah als Voraussetzung für eine bauliche Nutzung die Aufschüttung des gesamten Gartenfeldes vor. Der neue Stadtteil sollte eine Blockstruktur erhalten mit einem netzförmigen, hierarchisch gegliederten Straßensystem. Zu den kennzeichnenden Elementen gehörte die Differenzierung der Straßenbreiten, wobei die Hauptachsen als Alleen ausgebildet waren. Um begrünte Platzräume zu erhalten, wurden einzelne Flächen von der Bebauung ausgespart. Hierzu gehörte auch der Gartenfeldplatz. Er war schon im Alignementplan von 1875 vorgesehen, konnte allerdings erst um 1900 fertiggestellt werden. Zeittypisch besaß er eine schmiedeeiserne Einfriedung. Als Bepflanzung dominierten neben großzügigen Rasenflächen einzelne Baum- und Strauchgruppen. In der Platzmitte gab es eine mit Sitzbänken ausgestattete Freifläche, die eine wassergebundene Decke besaß. Entlang der Bürgersteige gab es jeweils eine Baumreihe. Am südlichen Platzrand stand ein Kiosk, wo man Süßigkeiten und Erfrischungen kaufen konnte.

### Heute
Nach dem Zweiten Weltkrieg verlor der Gartenfeldplatz trotz einiger Überformungen immer mehr an Attraktivität und damit an Zuspruch. Erst durch die Aufnahme des Gartenfeldplatzes in das Bundesprogramm „Soziale Stadt“ ließ sich seine Neugestaltung finanzieren. Dazu gehörte auch die unterirdische Verlegung der auf der Nordseite des Platzes stehenden Transformatorenstation. Eine umfassende Bürgerbeteiligung ging voraus. Sie war organisiert worden vom Jugendamt der Stadt Mainz gemeinsam mit dem Quartiersmanagement der Neustadt. Die Federführung bei der Gestaltungsplanung hatte das städtische Grünamt. Am ursprünglichen Konzept aus der Zeit um 1900 orientiert sich die Teilung des Platzes in zwei Bereiche. Gleiches gilt für die gesonderte Aufenthaltsfläche in der Platzmitte.
Gemeinsam mit der überwiegend erhaltenen Vorkriegsbebauung, von zwei- bis fünfgeschossigen Altbauhäusern, vermittelt der Platz noch heute das anschauliche Bild einer städtebaulichen Lösung des Historismus, die sich die gleichzeitig erarbeiteten Planungen für Paris, Berlin und München zum Vorbild genommen hatte.
Der Gartenfeldplatz zählt als Denkmalzone zu den Kulturdenkmälern in dem Stadtteil. Die Errichtung von Wohngebäuden begann aufgrund der Nähe zur Altstadt direkt mit der Anlage der Neustadt ab 1875. Zu Beginn des 20. Jahrhunderts wurde er als einer der ersten Mainzer Plätze der Gründerzeit städtebaulich fertiggestellt. Die Platzbenennung erfolgte 1901 und damit erst nach dem Tod des maßgeblichen Stadtplaners Eduard Kreyßig. In den 1960er Jahren wurde der ursprüngliche Platz einer Neugestaltung unterworfen. Der zunehmende Bedarf an Parkplatzflächen konterkarierte jedoch die ursprüngliche Absicht einen Platz zur Erholung für die Menschen in den mehrgeschossigen Gebäuden um den Platz bereitzustellen. Der Gartenfeldplatz wurde zwischen 2006 und 2008 mit Mitteln des Programms „Soziale Stadt“ neu überplant und unter Mitwirkung des Gründezernats von Wolfgang Reichel umgestaltet. Es ist ein Multifunktionspielfeld entstanden, das dem großen Bedarf an Spiel- und Freiflächen in der Mainzer Neustadt gerecht werden soll. Ein vorher behinderndes Trafogebäude wurde teilweise versenkt, mit Holz umkleidet und dient heute als Sitzgelegenheit.
Der Mainzer Steinbildhauer Ludwig Lipp senior errichtete seine Werkstatt im Hinterhof eines Gebäudes das an den Platz grenzt.
Heute spiegelt der Gartenfeldplatz die Charakteristik der Neustadt mit ihren verkehrsberuhigten Straßen, Kneipen und Cafés, kleinen Geschäften und kleineren Handwerksbetrieben wider.

## Kulturdenkmäler
Denkmalzone Gartenfeldplatz: (Gartenfeldplatz, Gartenfeldstraße mit Eckbebauung zu Adam-Karillon-Straße, Frauenlobstraße und Kurfürstenstraße): Platzanlage des Historismus mit der zuführenden Straße, die Bebauung begann direkt mit der Anlage der Neustadt ab 1875, geschlossenen Platzwand aus zwei- bis fünfgeschossigen Wohnbauten, von besonderer stadtgeschichtlicher und städtebaulicher Bedeutung.
Sowie die folgenden Einzeldenkmäler:
- Gartenfeldplatz 3: kleines Wohnhaus mit reich dekorierter Eingangsachse, 1884, Architekt Jacob Prestel
- Gartenfeldplatz 5: dreigeschossiges späthistoristisches Wohnhaus, 1884, Architekt Jacob Prestel, 1902 Erweiterung und Aufstockung
- Gartenfeldplatz 7: fünfgeschossiges Wohn- und Geschäftshaus, neugotische Formen, 1902, Architekt Johann Schreyer
- Gartenfeldplatz 8: fünfgeschossiger Jugendstilbau, 1904, Architekt Peter Scheuren
- Gartenfeldplatz 10: fünfgeschossiges Wohnhaus mit sandsteingegliederter Backsteinfassade, 1904, Architekt Carl Martin Wirth, im Hof eingeschossige Ateliers, Holzbauten mit Glasoberlicht, 1905
- Gartenfeldstraße 3: dreieinhalbgeschossiges Wohnhaus mit klassizistisch geprägter Fassade, 1878, Architekt Johann Hessel
- Gartenfeldstraße 6: viergeschossiges Wohnhaus, Neurenaissance, 1885, Architekt Zulehner & Cie.
- Gartenfeldstraße 9: viergeschossiges Eckwohnhaus mit Mansarddach, 1891, Architekt Carl Martin Wirth
- Gartenfeldstraße 10: viergeschossiges Eckwohnhaus, Backsteinbau mit Mansarddach, Neurenaissance, 1894, Architekt Oscar Hauswald
- Gartenfeldstraße 16: viergeschossiges Zeilenwohnhaus mit klassizistisch geprägter Fassade, 1882, Architekt Peter Gustav Rühl
- Gartenfeldstraße 20: viergeschossiger Putzbau, 1875, Architekt Friedrich Tetzloff, Ladeneinbau 1889, Gastwirtschaft 1905
- Gartenfeldstraße 22: viergeschossiges Eckwohn- und Geschäftshaus mit Mansarddach, 1876, Architekt Peter Gustav Rühl